# Анфим II
Анфим II (греч. Άνθιμος Β; XVI век, Константинополь — 1628, Афон) — патриарх Константинопольский, занимавший пост на протяжении четырёх месяцев с июня по сентябрь 1623 года.
Предшественником патриарха Анфима II был патриарх Григорий IV, а его преемником — патриарх Кирилл II Контари.

## Биография
Анфим родился в Константинополе в знатной и богатой семье. До избрания патриархом он был митрополитом Адрианопольским.
Анфим II, несмотря на политическую поддержку со стороны католических правительств, сохранял свою силу и доброту в православной вере. Он послал митрополитов на Родос, куда Лукарис был временно сослан, чтобы убедить его удалиться на Афон, но безуспешно. Напротив, Лукарис, благодаря кальвинистскому голландскому послу, вернулся в Константинополь и предъявил фальшивые документы на 20 000 курушей на пост патриарха. Анфим не смог найти такую большую сумму и был вынужден отречься от престола 22 сентября 1623 года. Впоследствии Лукарис вернулся на патриарший престол в третий раз.
После отставки Анфим удалился на Афон в Великую Лавру, где скончался в 1628 году.